# Festival de Cannes 2000
O Festival de Cannes de 2000 teve início em 14 de Maio e decorreu até 25 de Maio. A Palme d'Or foi para o filme dinamarquês Dancer in the Dark de Lars von Trier.  O festival abriu com Vatel, dirigido por Roland Joffé e encerrou com Stardom, dirigido por Denys Arcand.